# Pastor Britos

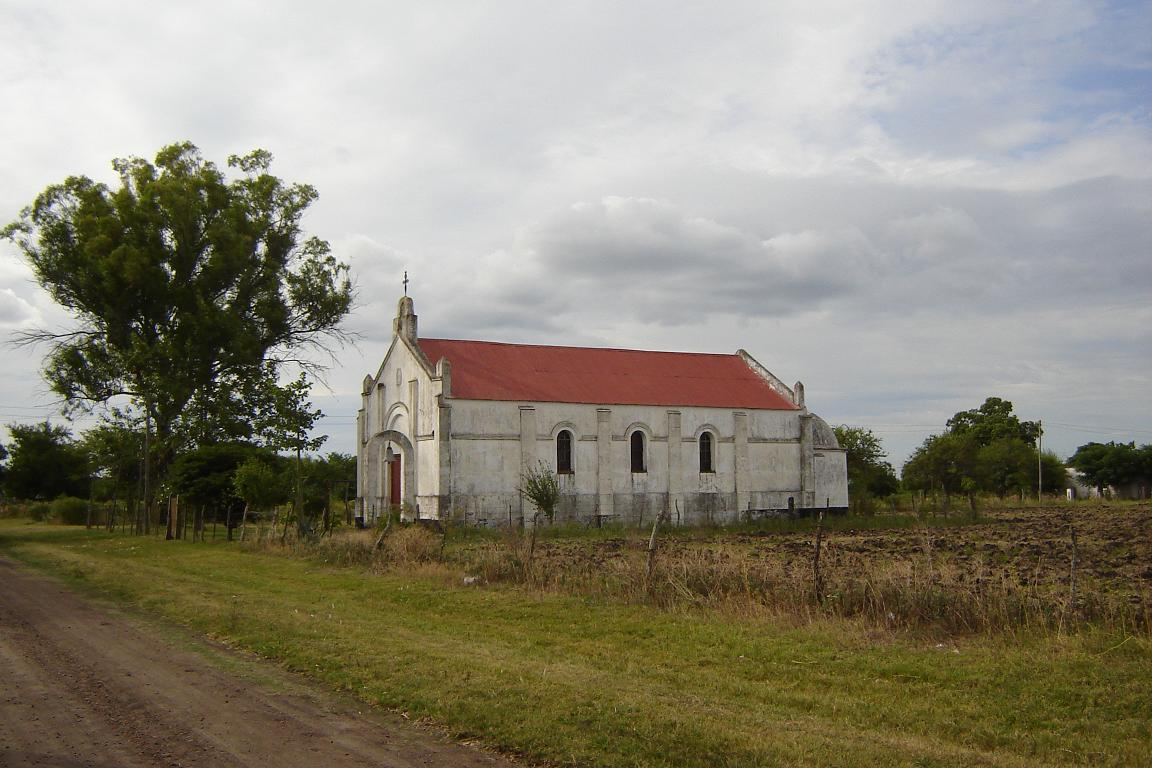
Capilla de Pastor Britos.

Pastor Britos es un paraje y centro rural de población con junta de gobierno de 4.ª categoría del distrito Pehuajó Norte del departamento Gualeguaychú, en la provincia de Entre Ríos, República Argentina. Se halla a 45 km al noroeste de la ciudad de Gualeguaychú, a 8 km de Urdinarrain y a 192 km de Paraná. El pueblo creció alrededor de una estación de tren, hoy desaparecida.
No fue considerada localidad en los censos de 1991 y de 2001 por lo que la población fue censada como rural dispersa en un área sin precisar.
Uno de los eventos populares que se realizan periódicamente, es una peregrinación desde la localidad de Urdinarrain hasta la gruta ubicada en Pastor Britos.
Se encuentra conectada por la Ruta 51, con las localidades de Urdinarrain, Parera, Irazusta, Larroque y E. Carbó. Y por otro camino se puede llegar desde Gualeguaychú pasando por Palavecino, Almada y Parera.
El doctor Scholein Rivenson, inventor de la vacuna para la Fiebre aftosa o Glosopeda, nació en Pastor Britos.
La junta de gobierno fue creada por decreto 2434/1988 MGJOSP del 26 de mayo de 1988. En las elecciones de 2011 los 5 vocales de la junta de gobierno fueron elegidos en circuito electoral común con Faustino M. Parera, incluyéndola en su jurisdicción. Debido a que se produjo un empate, la elección fue repetida.